# Nemapogon quercicolella
Nemapogon quercicolella là một loài bướm đêm thuộc họ Tineidae. Nó được tìm thấy ở Eastern châu Âu.
Con trưởng thành bay in tháng 6 tùy theo địa điểm.
Ấu trùng ăn Mushrooms and Fungus.

 Tư liệu liên quan tới Nemapogon quercicolella tại Wikimedia Commons